# Фиторемедиация
Фиторемедиация — комплекс методов очистки сточных вод, грунтов и атмосферного воздуха с использованием зеленых растений. Одно из направлений более общего метода биоремедиации.

## История
Один из первых простейших методов очистки сточных вод — поля орошения — был основан на использовании растений.
Первые научные исследования были проведены в 1950-х годах в Израиле, однако активное развитие метод получил только в 1980-х годах.

## Принцип
Растение воздействует на окружающую среду разными способами. Основные из них:
- ризофильтрация — корни всасывают воду и химические элементы, необходимые для жизнедеятельности растений;
- фитоэкстракция — накопление в организме растения опасных загрязнений (например, тяжёлых металлов);
- фитоволатилизация — испарение воды и летучих химических элементов (As, Se) листьями растений;
- фитотрансформация:
  - фитостабилизация — перевод химических соединений в менее подвижную и активную форму (снижает риск распространения загрязнений);
  - фитодеградация — деградация растениями и симбиотическими микроорганизмами органической части загрязнений;
- фитостимуляция — стимуляция развития симбиотических микроорганизмов, принимающих участие в процессе очистки.

Главную роль в деградации загрязнений играют микроорганизмы. Растение является своего рода биофильтром, создавая для них среду обитания (обеспечение доступа кислорода, разрыхление грунта). Благодаря этому процесс очистки происходит также вне периода вегетации (в нелетний период), хотя его интенсивность несколько снижается.

## Используемые виды растений
Для фиторемедиации может быть использован широкий спектр водных растений (гидроботаническая очистка), например:
- Тростник (Phragmiittes communiis)
- Ива (Salix cinerea, Salix peuntandra)
- Ряска (Lemna sp.)

В настоящее время производятся активные исследования гипераккумуляторов (например, водяной гиацинт — Eichhornia crassipes — уже применяется в фиторемедиации), а также возможности генной модификации растений (трансформация растений бактериальными генами, ответственными за деградацию органических веществ, например, метилртути и взрывчатых веществ).
Из луговых растений для фиторемедиации используется клевер и подсолнух обыкновенный.

## Преимущества
- возможность произведения ремедиации in situ;
- относительно низкая себестоимость проводимых работ по сравнению с традиционными очистными сооружениями;
- безопасность для окружающей среды;
- теоретическая возможность экстракции ценных веществ (Ni, Au, Cu) из зелёной массы растений;
- возможность мониторинга процесса очистки;
- качество очистки не уступает традиционным методам, особенно при небольшом объёме сточных вод (например, в деревнях).